# Stade municipal de Daoukro
 (avril 2025).
Si vous disposez d'ouvrages ou d'articles de référence ou si vous connaissez des sites web de qualité traitant du thème abordé ici, merci de compléter l'article en donnant les références utiles à sa vérifiabilité et en les liant à la section « Notes et références ».
Le stade municipal de Daoukro est un stade de football de Côte d'Ivoire qui se situe dans la ville de Daoukro. Il peut accueillir 3 000 spectateurs assis.
C'est le stade où jouent le RFC Daoukro ainsi que les clubs liés à Daoukro, et ou se déroulent la Coupe Henri Konan Bédié et les coupes régionales. Le stade sert aussi pour le rugby, les meetings et les concerts.